# Leucania inconspicua
Leucania inconspicua is een vlinder uit de familie van de uilen (Noctuidae). De wetenschappelijke naam van de soort is voor het eerst geldig gepubliceerd in 1868 door Herrich-Schäffer.